# 台湾の教育
台湾の教育（たいわんのきょういく）では、台湾の教育について解説する。

## 概要
台湾の教育の形態は、1968年に政府が義務教育期間を9年と定めた事により確立された。6年制の国民小学（略称は国小。日本の小学校に相当）及び3年制の国民中学（略称は国中。日本の中学校に相当）を義務教育と定めている。
義務教育を卒業した95%以上の生徒が、3年制の普通型高級中等学校（略称は高中。日本の普通科高等学校に相当）或いは技術型高級中等学校（略称は高職。専門学科高等学校に相当）へと入学試験を経て進学している。
高等教育は現在ある172大学院校によって提供される。每年12万名が1月末から2月初に実施される全国統一の大学学測を経て、11万名の受験者が7月1日から7月3日に実施される大學分科測を目指す。これとは別の受験者が4月中旬に参加する四技二専統測が存在している。台湾には153所大学院校が研究所（日本の大学院に相当）を設置し研究者養成を実施しているが、海外留学を目指す学生も少なくない。
国立アカデミーとして、総統府の配下に中央研究院が存在する。

## 教育体系
ハイライト部は義務教育。
| 年齡 | 一般教育                      | 一般教育                                      | 一般教育                                  | 一般教育                    | 一般教育                    | 一般教育                        | 一般教育                        | 特殊 教育       | 進修 教育        | 学齢 |
| ---- | ----------------------------- | --------------------------------------------- | ----------------------------------------- | --------------------------- | --------------------------- | ------------------------------- | ------------------------------- | --------------- | ---------------- | ---- |
| 28   | 研究所 博士班                 |                                               |                                           |                             |                             |                                 |                                 |                 |                  | 23   |
| 27   | 研究所 博士班                 | 研究所 博士班                                 | 22                                        |                             |                             |                                 |                                 |                 |                  |      |
| 26   | インターン                    | 研究所 博士班                                 | 研究所 博士班                             | 研究所 博士班               | 21                          |                                 |                                 |                 |                  |      |
| 25   | インターン                    | 研究所 碩士班                                 | 研究所 博士班                             | 研究所 博士班               | 研究所 博士班               | 研究所 博士班                   | 研究所 博士班                   | 20              |                  |      |
| 24   | 七年制大学 (漢方医学系の一部) | 研究所 碩士班                                 | 研究所 碩士班                             | 研究所 碩士班               | 研究所 博士班               | 研究所 博士班                   | 研究所 博士班                   | 19              |                  |      |
| 23   | 七年制大学 (漢方医学系の一部) | 六年制大学 (医学系、歯科医学系、獣医学系など) | 研究所 碩士班                             | 研究所 碩士班               | 研究所 碩士班               | 研究所 碩士班                   | 研究所 碩士班                   | 空中大学        | 18               |      |
| 22   | 七年制大学 (漢方医学系の一部) | 六年制大学 (医学系、歯科医学系、獣医学系など) | 五年制大学 (法律系、建築系、教育系の一部) | 実習期間                    | 研究所 碩士班               | 研究所 碩士班                   | 研究所 碩士班                   | 空中大学        | 17               |      |
| 21   | 七年制大学 (漢方医学系の一部) | 六年制大学 (医学系、歯科医学系、獣医学系など) | 五年制大学 (法律系、建築系、教育系の一部) | 実習期間                    | 大学 （一般大学）           | 4年制技術学院/ 科技大学（四技） | 2年制技術学院/ 科技大学（二技） | 進修学院        | 16               |      |
| 20   | 七年制大学 (漢方医学系の一部) | 六年制大学 (医学系、歯科医学系、獣医学系など) | 五年制大学 (法律系、建築系、教育系の一部) | 実習期間                    | 大学 （一般大学）           | 4年制技術学院/ 科技大学（四技） | 2年制技術学院/ 科技大学（二技） | 進修学院        | 15               |      |
| 19   | 七年制大学 (漢方医学系の一部) | 六年制大学 (医学系、歯科医学系、獣医学系など) | 五年制大学 (法律系、建築系、教育系の一部) | 二年制専科学校 （二専）     | 大学 （一般大学）           | 4年制技術学院/ 科技大学（四技） | 五年制 専科学校 （五専）        | 進修専校        | 14               |      |
| 18   | 七年制大学 (漢方医学系の一部) | 六年制大学 (医学系、歯科医学系、獣医学系など) | 五年制大学 (法律系、建築系、教育系の一部) | 二年制専科学校 （二専）     | 大学 （一般大学）           | 4年制技術学院/ 科技大学（四技） | 五年制 専科学校 （五専）        | 進修専校        | 13               |      |
| 17   | 普通型高級中等学校 （高中）   | 普通型高級中等学校 （高中）                   | 普通型高級中等学校 （高中）               | 普通型高級中等学校 （高中） | 技術型高級中等学校 （高職） | 技術型高級中等学校 （高職）     | 五年制 専科学校 （五専）        | 高中職 特殊学校 | 高級中等進修学校 | 12   |
| 16   | 普通型高級中等学校 （高中）   | 普通型高級中等学校 （高中）                   | 普通型高級中等学校 （高中）               | 普通型高級中等学校 （高中） | 技術型高級中等学校 （高職） | 技術型高級中等学校 （高職）     | 五年制 専科学校 （五専）        | 高中職 特殊学校 | 高級中等進修学校 | 11   |
| 15   | 普通型高級中等学校 （高中）   | 普通型高級中等学校 （高中）                   | 普通型高級中等学校 （高中）               | 普通型高級中等学校 （高中） | 技術型高級中等学校 （高職） | 技術型高級中等学校 （高職）     | 五年制 専科学校 （五専）        | 高中職 特殊学校 | 高級中等進修学校 | 10   |
| 14   | 国民中学 （国中）             | 国民中学 （国中）                             | 国民中学 （国中）                         | 国民中学 （国中）           | 国民中学 （国中）           | 国民中学 （国中）               | 国民中学 （国中）               | 国中 特殊教育   | 国中補校         | 9    |
| 13   | 国民中学 （国中）             | 国民中学 （国中）                             | 国民中学 （国中）                         | 国民中学 （国中）           | 国民中学 （国中）           | 国民中学 （国中）               | 国民中学 （国中）               | 国中 特殊教育   | 国中補校         | 8    |
| 12   | 国民中学 （国中）             | 国民中学 （国中）                             | 国民中学 （国中）                         | 国民中学 （国中）           | 国民中学 （国中）           | 国民中学 （国中）               | 国民中学 （国中）               | 国中 特殊教育   | 国中補校         | 7    |
| 11   | 国民小学 （国小）             | 国民小学 （国小）                             | 国民小学 （国小）                         | 国民小学 （国小）           | 国民小学 （国小）           | 国民小学 （国小）               | 国民小学 （国小）               | 国小 特殊教育   | 国小補校         | 6    |
| 10   | 国民小学 （国小）             | 国民小学 （国小）                             | 国民小学 （国小）                         | 国民小学 （国小）           | 国民小学 （国小）           | 国民小学 （国小）               | 国民小学 （国小）               | 国小 特殊教育   | 国小補校         | 5    |
| 9    | 国民小学 （国小）             | 国民小学 （国小）                             | 国民小学 （国小）                         | 国民小学 （国小）           | 国民小学 （国小）           | 国民小学 （国小）               | 国民小学 （国小）               | 国小 特殊教育   | 国小補校         | 4    |
| 8    | 国民小学 （国小）             | 国民小学 （国小）                             | 国民小学 （国小）                         | 国民小学 （国小）           | 国民小学 （国小）           | 国民小学 （国小）               | 国民小学 （国小）               | 国小 特殊教育   | 国小補校         | 3    |
| 7    | 国民小学 （国小）             | 国民小学 （国小）                             | 国民小学 （国小）                         | 国民小学 （国小）           | 国民小学 （国小）           | 国民小学 （国小）               | 国民小学 （国小）               | 国小 特殊教育   | 国小補校         | 2    |
| 6    | 国民小学 （国小）             | 国民小学 （国小）                             | 国民小学 （国小）                         | 国民小学 （国小）           | 国民小学 （国小）           | 国民小学 （国小）               | 国民小学 （国小）               | 国小 特殊教育   | 国小補校         | 1    |
| 5    | 幼稚園                        | 幼稚園                                        | 幼稚園                                    | 幼稚園                      | 幼稚園                      | 幼稚園                          | 幼稚園                          | 幼稚 特殊教育   |                  |      |
| 4    | 幼稚園                        | 幼稚園                                        | 幼稚園                                    | 幼稚園                      | 幼稚園                      | 幼稚園                          | 幼稚園                          | 幼稚 特殊教育   |                  |      |
| 3    | 幼稚園                        | 幼稚園                                        | 幼稚園                                    | 幼稚園                      | 幼稚園                      | 幼稚園                          | 幼稚園                          | 幼稚 特殊教育   |                  |      |

## 中等教育まで
- 台湾の幼稚園一覧の一覧
- 台湾の附属中学部一覧
- 台湾の国民中学一覧の一覧
- 台湾の国民小学一覧の一覧

### 後期中等教育
- 台湾の普通型高級中等学校一覧
- 台湾の技術型高級中等学校一覧

## 高等教育
2023年時点で台湾には国立大学が47校、私立総合大学が101校ある。その内国立総合大学が44校、私立総合大学が82校、国立単科大学が1校、私立単科大学が9校、国立短期大学が2校、私立短期大学が10校である。
それ以外の高等教育機関は国立科技大学12校、私立科技大学が49校、国立技術学院が1校、私立技術学院が6校、国立専科学校の3校、私立専科学校は1校、通信制大学が2校、進修学院が14校、宗教研修学院が8校存在する。
以上93校の職業系・技術系大学は全国統一の四技二専統測により別途入学者選考を行うシステムとなっている。
この他、軍関係の7校、警察関係で2校の高等教育機関が設けられているが、これらは独自の入学者選考を個別に実施している。この中で、技術学院（Technical College）とは高等教育レベルの技術型高級中等学校学校のひとつ。中華民国教育部が所管している。技術学院には四年制技術学院、二年制技術学院がある。

### 日本統治時代に端を発する大学
- 日本統治時代の台湾の高等教育機関
- 日本統治時代の台湾の師範教育機関

| 設立   | 現名称           | 設立時名称                 |
| ------ | ---------------- | -------------------------- |
| 1895年 | 台北市立大学     | 臺灣總督府国語学校         |
| 1899年 | 国立台中教育大学 | 臺灣總督府台中師範学校     |
| 1911年 | 国立台南大学     | 臺灣總督府台南師範学校     |
| 1911年 | 国立中興大学     | 臺灣總督府農林專門学校     |
| 1919年 | 国立嘉義大学     | 臺灣總督府嘉義農林学校     |
| 1922年 | 国立台湾師範大学 | 臺灣總督府高等学校         |
| 1927年 | 国立台北教育大学 | 臺灣總督府台北第二師範学校 |
| 1928年 | 国立台湾大学     | 臺北帝國大學               |
| 1931年 | 国立成功大学     | 臺灣總督府臺南高等工業学校 |
| 1940年 | 国立新竹教育大学 | 臺灣總督府新竹師範学校     |
| 1940年 | 国立屏東教育大学 | 臺灣總督府屏東師範学校     |

### 西洋人によって設立された大学
| 設立          | 現名称   | 設立時名称             | 設立者の出身地                       |
| ------------- | -------- | ---------------------- | ------------------------------------ |
| 1882年/1965年 | 真理大学 | オックスフォード学堂   | カナダ                               |
| 1925年/1961年 | 輔仁大学 | 北京公教大学（輔仁社） | バチカン、 アメリカ合衆国、 西ドイツ |
| 1949年        | 静宜大学 | 天主教英語補習学校     | アメリカ合衆国                       |
| 1955年        | 東海大学 | 東海大学               | アメリカ合衆国                       |

## 台湾教育史

### オランダ統治時代
台湾での学校教育活動が始められたのは1630年代であり、オランダ統治時代まで遡る。当時オランダ東インド会社の交易船に同乗して台湾にやってきた宣教師ジョージアス・カンディディウスはローマ字を使用し、新港郷付近に居住していた的平埔族言語を表記し、聖書に関する講義を行なっていた。この時使用されたローマ字表記を教育が行なわれた地名にちなみ新港文或いは新港文字と称されている。
1636年、オランダの宣教師ロバータス・ジュニアスは新港社に学校を設立し平埔族の子弟に対し新港文の教授と聖書の教育を開始した。これ以降部平埔族社の中で次々と宣教師による教育機能の整備が進められ、台湾における教育の草創期であると言える。

### 鄭成功政権から清代
台湾に本格的な教育機構と制度が整備されたのは鄭成功による統治期間である。1661年、鄭成功はオランダ勢力を台湾から駆逐し、その翌年息子の鄭経により政権が継承されると、官人の陳永華は積極的に台湾の教育事業を推進した。1666年、陳永華は当時の台湾の首都である承天府に台湾初の孔子廟を建設し、その左廂内に太学を設置した。これが台湾における初めての官立の教育機関であり儒学や官学と称されていた。儒教を中心とした教育が行われていた。
1683年、清朝による台湾統治が開始されると、靖海侯施琅が「西定坊書院」を設立した。これは無料で教育を実施する義学であった。1704年、清朝政府は台湾に漢人の伝統的な書院、崇文書院を台南に設立した。このように1683年から1895年にかけて台湾には数十の書院が設立され、当時中国大陸では殆どの書院が私営であったのと対照的に、多くは官営または官民共同で運営されていた。
この時期の台湾では儒学、義学、書院以外に、個人による小規模の書房と称される教育機関も多数存在していた。

### 日本統治時代

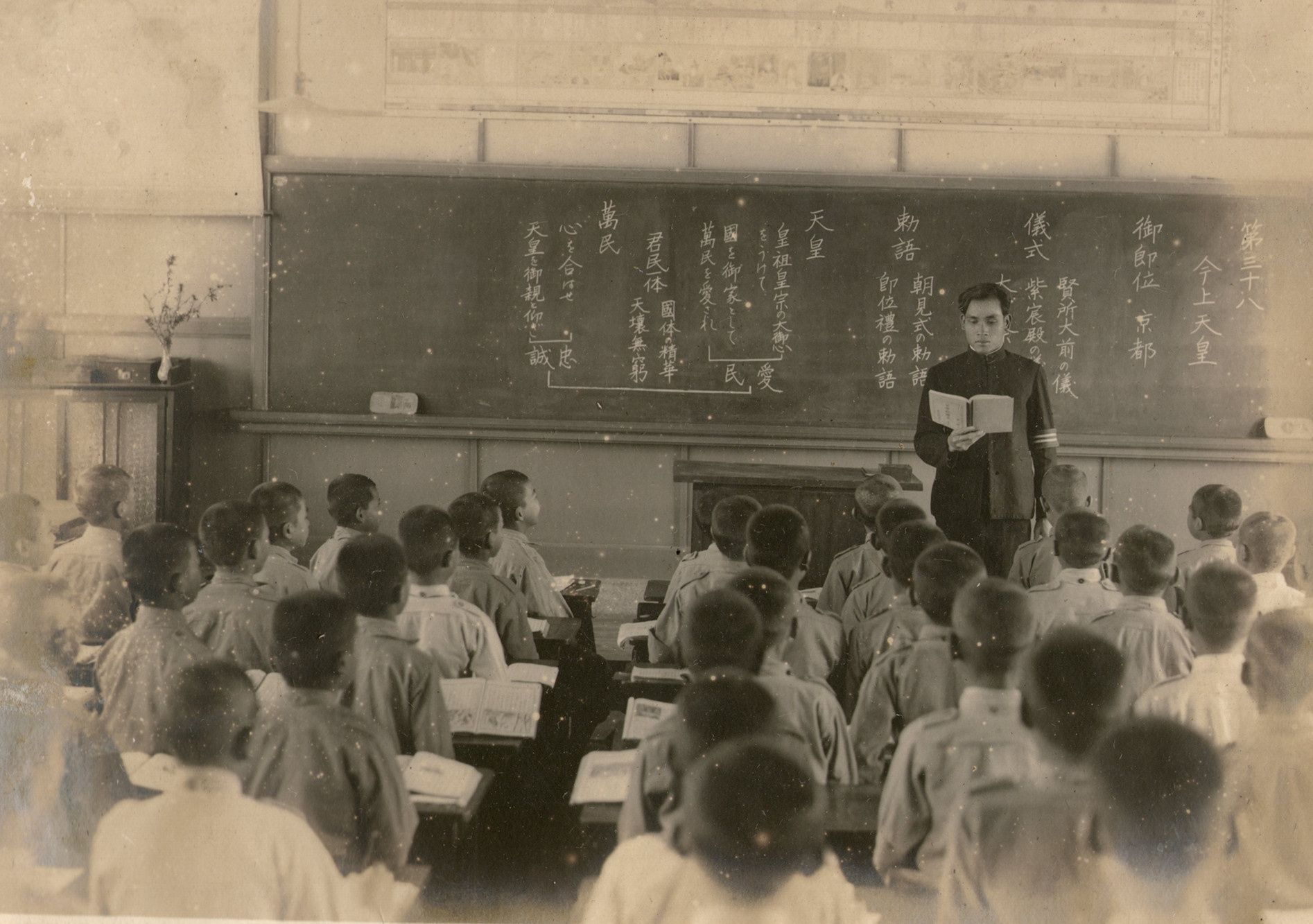
日本統治時代、台湾小学生の授業状況

1895年日清戦争後、台湾は日本に割譲された。1895年7月14日初代台湾総督府学務部長・伊沢修二により台湾の教育政策が策定され、当時日本でも実施されていなかった児童義務教育を実施した。1895年、台湾総督府は台北市芝山岩に最初の様式教育施設として台湾初の小学校、現在の台北市立士林国民小学が開校した。その後六氏先生事件が発生したことを受け、1896年に国語伝習所を設置、台湾における日本語教育を開始した。1898年に国語伝習所は公学校に昇格され、1941年には日本本土の改編に伴い国民学校と改称された。1943年における統計では台湾全土に小学校は1,099校が設置され、そこで学ぶ児童数は932,525人と、義務教育は71%と日本本土に次いで高い水準を誇っていた。これら公学校、小学校、国民学校の制度以外に、台湾原住民への教育を目的として蕃童教育所および蕃人公学校が設置されていた。
中等教育においては教育を普及させるための教員養成を目的とした公費給付による師範学校制度が整備された。重要なものとしては台北師範学校（現在の台北市立教育大学）と台南師範學学校（現在の国立台南大学などが上げられる。これ以外には当時の経済状況を繁栄した実業学校系の整備が行なわれ、多くの商業系、工業系、農業系、漁業系の中等教育機関が設立された。
高等教育には関しては、当初は日本人学生のみの入学に制限する教育機関が大部分を占め、台湾人が就学可能な高等教育機関は台中中学校など数校にすぎなかった。その制限も時代と共に撤廃されるようになり、大学教育機関として1928年に台北帝国大学が設立された頃には少なからずの台湾人が高等教育を受けるようになっていた。また当時は日本への留学も盛んであり、1945年の資料には日本本土留学経験者は20万人を越えていたとある。